# 巴拉帕利
巴拉帕利（Barapali），是印度奥里萨邦Bargarh县的一个城镇。总人口19154（2001年）。
巴拉帕利隶属于奥里萨邦的 Bijepur Vidhan Sabha（州议会选举选区），隶属于印度的 Bargarh Lok Sabha 选区（议会选举选区）。

## 人口
该地2001年总人口19154人，其中男性9807人，女性9347人；0—6岁人口2271人，其中男1149人，女1122人；识字率65.88%，其中男性为75.27%，女性为56.02%。
巴拉帕利的选举管辖权属于奥里萨邦议会的 Bijepur 选区，议会（中央）选举管辖权属于Bargarh lok sabha选区。值得注意的是，Barpali Block由23个 Panchayats组成，共有57个村庄。

## 宗教文化
- 镇内和周围有许多寺庙（>30），包括著名的 Ashtashambu（湿婆神的八座不同寺庙的神圣存在）。
- Sital-Shasthee 是必须在这里举办的其他几个节日中的一个重要节日。这个节日标志着湿婆神和女神帕尔瓦蒂的吉祥婚姻，[3] 根据民间传说，显然已经完成了一千多年。
- Dussehra 在 Barpali 举行，Durga Puja 和 Navaratri 受到人们的庆祝，Ravan Dahan 也在这里进行。Durga Puja 和 Navaratri 的组织委员会称它始于 1877 年。
- Kali Puja 是这里的一个主要节日